# Бычковское сельское поселение (Воронежская область)
Бычковское се́льское поселе́ние — муниципальное образование в Петропавловском районе Воронежской области Российской Федерации.
Административный центр — село Бычок.

## История
Статус и границы сельского поселения установлены Законом Воронежской области от 15 октября 2004 года № 63-ОЗ «Об установлении границ, наделении соответствующим статусом, определении административных центров отдельных муниципальных образований Воронежской области».

## Население
| 2010  | 2012  | 2013  | 2014  | 2015  | 2016  | 2017  |
| ----- | ----- | ----- | ----- | ----- | ----- | ----- |
| 1431  | ↘1379 | ↘1331 | ↘1305 | ↘1265 | ↘1244 | ↘1220 |
| 2018  |       |       |       |       |       |       |
| ↗1233 |       |       |       |       |       |       |

## Состав сельского поселения
| № | Населённый пункт | Тип населённого пункта       | Население |
| - | ---------------- | ---------------------------- | --------- |
| 1 | Бычок            | село, административный центр | ↘972      |
| 2 | Замостье         | хутор                        | 459       |